# Phillips (Maine)
Phillips ist eine Town im Franklin County des Bundesstaates Maine in den Vereinigten Staaten. Im Jahr 2020 lebten dort 898 Einwohner in 663 Haushalten auf einer Fläche von 132,06 km².

## Geografie
Nach dem United States Census Bureau hat Phillips eine Gesamtfläche von 132,06 km², von denen 131,6 km² Land sind und 0,46 km² aus Gewässern bestehen.

### Geografische Lage
Phillips liegt zentral im Franklin County. Der Sandy River, ein Nebenfluss des Kennebec Rivers, fließt in südlicher Richtung zentral durch das Gebiet der Town. Es gibt auf dem Gebiet der Town nur kleinere Seen, von denen der größte der im Nordwesten liegende Lufkin Pond ist. Die Oberfläche ist hügelig, die höchste Erhebung ist der 536 m hohe Bray Hill.

### Nachbargemeinden
Alle Entfernungen sind als Luftlinien zwischen den offiziellen Koordinaten der Orte aus der Volkszählung 2010 angegeben.
- Norden und Osten: East Central Franklin, Unorganized Territory, 5,2 km
- Südosten: Avon, 7,4 km
- Südwesten: Weld, 10,4 km
- Westen: West Central Franklin, Unorganized Territory, 24,1 km

### Stadtgliederung
In Phillips gibt es mehrere Siedlungsgebiete: Bragg Corner (ehemalige Eisenbahnstation), Butterfield, Madrid Junction und Phillips.

### Klima
Die mittlere Durchschnittstemperatur in Phillips liegt zwischen −10,0 °C (14 °Fahrenheit) im Januar und 18,3 °C (65 °Fahrenheit) im Juli. Damit ist der Ort gegenüber dem langjährigen Mittel der USA um etwa 9 Grad kühler. Die Schneefälle zwischen Oktober und Mai liegen mit bis zu zweieinhalb Metern mehr als doppelt so hoch wie die mittlere Schneehöhe in den USA; die tägliche Sonnenscheindauer liegt am unteren Rand des Wertespektrums der USA.

## Geschichte
Der Grant für das Gebiet wurde durch den Bundesstaat Massachusetts im Jahr 1794 an Jacob Abbott vergeben. Besiedelt wurde das Gebiet ab 1790. Der erste Siedler in dem Gebiet war der ehemalige, von Martha’s Vineyard stammende, Seekapitän Perkins Allen. Bis zur Incorporation als Town im Jahr 1812 lautete der Name Curvo Plantation. Den Namen hatte Allen dem Gebiet gegeben, da es ihn an einen gleichnamigen Hafenort erinnerte.
Um 1805 gab es 21 Familien, die auf beiden Seiten des Sandy River siedelten. Ihre Lebensgrundlage war die Landwirtschaft. Als im Jahr 1811 50 Familien in dem Gebiet lebten, wurde eine Petition an das Gericht in Massachusetts geschickt mit der Bitte, eine eigenständige Town zu werden. Diesem Ansinnen wurde stattgegeben und der Name der Town wurde Phillips nach William Phillips, einem Miteigentümer des Grants von Jakob Abbot. Die erste Versammlung der neuen Town fand am 14. März 1812 statt.
Kleinere Industrien siedelten sich an, Getreidemühlen, Sägemühlen, eine Schindelfabrik und eine Woll-Mühle, die die Vliese von Schafen zu Wolle verarbeitete. Die Eisenbahn erreichte Phillips im Jahr 1879 mit der Sandy River Railroad, einer Schmalspurbahn. 1908 ging sie in der Sandy River and Rangeley Lakes Railroad auf. Der Gesamtbetrieb wurde 1932 eingestellt. Ein kleiner Teil der Strecke wird als Museumsbahn von Phillips aus befahren.

### Einwohnerentwicklung
| Volkszählungsergebnisse – Town of Phillips, Maine | Volkszählungsergebnisse – Town of Phillips, Maine | Volkszählungsergebnisse – Town of Phillips, Maine | Volkszählungsergebnisse – Town of Phillips, Maine | Volkszählungsergebnisse – Town of Phillips, Maine | Volkszählungsergebnisse – Town of Phillips, Maine | Volkszählungsergebnisse – Town of Phillips, Maine | Volkszählungsergebnisse – Town of Phillips, Maine | Volkszählungsergebnisse – Town of Phillips, Maine | Volkszählungsergebnisse – Town of Phillips, Maine | Volkszählungsergebnisse – Town of Phillips, Maine |
| Jahr                                              | 1800                                              | 1810                                              | 1820                                              | 1830                                              | 1840                                              | 1850                                              | 1860                                              | 1870                                              | 1880                                              | 1890                                              |
| ------------------------------------------------- | ------------------------------------------------- | ------------------------------------------------- | ------------------------------------------------- | ------------------------------------------------- | ------------------------------------------------- | ------------------------------------------------- | ------------------------------------------------- | ------------------------------------------------- | ------------------------------------------------- | ------------------------------------------------- |
| Einwohner                                         |                                                   |                                                   | 591                                               | 954                                               | 1312                                              | 1673                                              | 1698                                              | 1373                                              | 1437                                              | 1394                                              |
| Jahr                                              | 1900                                              | 1910                                              | 1920                                              | 1930                                              | 1940                                              | 1950                                              | 1960                                              | 1970                                              | 1980                                              | 1990                                              |
| Einwohner                                         | 1399                                              | 1423                                              | 1353                                              | 1143                                              | 1186                                              | 1088                                              | 1021                                              | 979                                               | 1092                                              | 1148                                              |
| Jahr                                              | 2000                                              | 2010                                              | 2020                                              | 2030                                              | 2040                                              | 2050                                              | 2060                                              | 2070                                              | 2080                                              | 2090                                              |
| Einwohner                                         | 990                                               | 1028                                              | 898                                               |                                                   |                                                   |                                                   |                                                   |                                                   |                                                   |                                                   |

## Kultur und Sehenswürdigkeiten

### Bauwerke
In Phillips wurden drei Bauwerke unter Denkmalschutz gestellt und ins National Register of Historic Places aufgenommen.
- Das Maine Woods Office wurde 1980 unter der Register-Nr. 80000216 aufgenommen.
- Die Union Church wurde 1989 unter der Register-Nr. 89000844 aufgenommen.
- Das Capt. Joel Whitney House wurde 2003 unter der Register-Nr. 03000293 aufgenommen.

## Wirtschaft und Infrastruktur

### Verkehr
Die Maine State Route 142 verläuft in nordsüdlicher Richtung durch das Gebiet der Town. In westöstlicher Richtung verläuft die Maine State Route 4.

### Öffentliche Einrichtungen
In Phillips gibt es keine medizinischen Einrichtungen. Die nächstgelegenen befinden sich in Farmington.
Phillips besitzt eine eigene Bücherei, die Phillips Public Library. Sie befindet sich an der Main Street.

### Bildung
Phillips gehört zusammen mit Avon, Kingfield und Strong zur Regional School Union 58/Maine School Administrative District 58.
Im Schulbezirk werden folgende Schulen angeboten:
- Mount Abram High School in Salem Township im Unorganized Territory East Central Franklin
- Kingfield Elementary School in Kingfield
- Phillips Elementary School in Phillips
- Strong Elementary School in Strong

## Persönlichkeiten

### Söhne und Töchter der Stadt
- Carroll L. Beedy (1880–1947), Politiker
- John P. Soule (1828–1904), Fotograf und Herausgeber